# جوليا غيريني
جوليا دانييل جويريني جينوس (بالإنجليزية: Giulia Danielle Guerrini Genusi)‏، ممثلة ومغن إيطالية. اشتهرت بدورها في اليكس وشركاه. (2015-2017) و بيا (2019-2020).

## روابط خارجية
- جوليا غيريني على موقع IMDb (الإنجليزية)
- جوليا غيريني على موقع ميوزك برينز (الإنجليزية)
- جوليا غيريني على موقع أول ميوزيك (الإنجليزية)
- جوليا غيريني على موقع قاعدة بيانات الفيلم (الإنجليزية)